# 起承転鶏
起承転鶏（きしょうてんけい）、ないし、起承転チキン（きしょうてんチキン、キスンジョンチキン、朝鮮語: 기승전치킨）は、韓国語の語句。文脈によって、「（何を食べるか迷っても）結局はチキンにする」といった意味にもなるが、「自営を始める際に選ぶのは、結局はチキン屋」といった含意もあり、後者の場合は、韓国においての社会を批判する言葉ともなる。
この言い回しにおける「チキン」とは、鶏肉（料理）一般を指すのではなく、米国由来のフライドチキンや、それにヤンニョムをかけたヤンニョムチキンを指している。

## 概要
韓国の社会で生きていくことの悲哀を含んだ言葉である。韓国ではどんな仕事をしていようとも、最終的にはフライドチキン店を開業することになるということを意味する。これは大企業に就職した人にも当てはまることであり、大企業で働いていようとも40代後半になったならばリストラに遭い最終的にはフライドチキン店を開業することになっている。韓国では公務員か財閥企業以外に就職したならば、たとえ大卒で就職しているとしても行き着く先はリストラや過労死になっている。このためにチキン店を開業することになっている。近年では就職できない若者がチキン店をオープンするという場合も増えている。
韓国では企業への再就職への道が閉ざされているならば、退職した中年男性が気軽に進出できる分野は自営業しか無く、コンビニエンスストア、コーヒー店、チキン店の3つが多く選ばれている。中でもフランチャイズのチキン店は退職した中年男性にとっては最も参入しやすく、材料やマニュアルは全て本部が用意してインテリア業者を紹介してくれている。売り場のスペースを確保してフランチャイズ料を払えば誰でもオープンできるようになっており、470万円程度からでも開業できるようになっている。
韓国でのフライドチキン店は、数百万円ほどの初期費用があるならば特別なノウハウが無くてもフランチャイズチェーンに加盟して開業できるようになっている。2019年の統計では韓国には8万5320件ほどのフライドチキン店が存在している。韓国のチキン店というのは、全世界のマクドナルドの店舗数よりも多い。韓国では1人暮らしの増加や配達文化の拡大などによって、チキンというのは毎年のように人気宅配メニューで1位となっているなどで需要も多い。
韓国ではチキン店をオープンすることになっても、それで生計を立てられるならばまだ良く、オープンしてもすぐに廃業となっている現実もある。韓国では自営業の廃業率は1年以内が40.2％で、2年以内が53.7％で、5年以内が70%ほどになっている。チキン店ならば乱立して競争も激しいために廃業率は高くなり、半数のチキン店は開業しても3年以内で廃業となり、10年以内では約8割が廃業となっている。